# Francisco Franco da Rocha
Francisco Franco da Rocha (ur. 23 sierpnia 1864 w Amparo, zm. 8 kwietnia 1933 tamże) – brazylijski lekarz psychiatra.
Franco da Rocha otrzymał dyplom lekarza na wydziale państwowego uniwersytetu medycznego w Rio de Janeiro w 1890. Jego nauczycielem był Teixeira Brandao, jeden z pierwszych brazylijskich psychiatrów. Po powrocie do São Paulo w 1893, Franco da Rocha rozpoczął praktykę w Hospicio dos Alienados, szpitalu psychiatrycznym założonym we wrześniu 1848). Przed Franco da Rochą nie było tam specjalistów psychiatrów. W 1896 został ordynatorem w Hospicio dos Alienados, w tym samym roku założył osadę rolniczą dla około osiemdziesięciu pacjentów w Sorocaba. Ten pionierski projekt leczenia pracą polową poprzedzał znacznie ambitniejsze przedsięwzięcie, założenia instytucji dla chorych umysłowo pod São Paulo. Franco da Rocha otrzymał wsparcie rządu brazylijskiego, a na lokalizację wybrał plantację koło stacji kolejowej Juquery, od której szpital wziął swoją nazwę: Hospicio de Juquery. Szpital ukończono w 1902, i wkrótce nazwano na cześć założyciela. Francisco Franco da Rocha był pierwszym dyrektorem instytucji, sprawującym swoją funkcję nieprzerwanie do przejścia na emeryturę w 1923.
Działalność akademicką rozpoczął jako wykładowca na wydziale medycznym uniwersytetu São Paulo w 1913. W 1918 został pierwszym profesorem neuropsychiatrii klinicznej na tej uczelni. Był jednym z pierwszych popularyzatorów psychoanalizy, poświęcając teoriom Freuda swój inauguracyjny wykład w 1919, przedrukowany później w brazylijskiej gazecie O Estado de São Paulo.
W 1920 Da Rocha opublikował popularyzatorską pozycję O pansexualismo na doutrina de Freud, dobrze przyjętą przez czytelników ale krytykowaną w brazylijskich kręgach medycznych. W 1930 roku za radą Durvala Marcondesa, opublikował zmienione drugie wydanie, w którym nie używał już określenia „panseksualizmu”.

## Wybrane prace
- A psicologia de Freud. Revista brasileira de psicanálise, 1:1 (1928)
- A doutrina de Freud. São Paulo, Brazil: Companhia Nacional, 1930
- Do delírio em geral. O Estado de São Paulo (20.3.1919)